# ماريا أماليا من نابولي وصقلية
ماريا أماليا من نابولي وصقلية (بالفرنسية: Marie-Amélie de Bourbon-Siciles)‏ (ماريا أماليا تريزا؛ 26 أبريل 1782-24 مارس 1866) كانت ملكة فرنسا بعد زواجها من ملك فرنسا لويس فيليب الأول.

## بداية حياتها
ولدت ماريا أماليا في 26 أبريل 1782 في قصر كازيرتا، قرب نابولي. كانت الطفلة العاشرة من بين ثمانية عشر طفلًا من فرديناندو الأول ملك الصقليتين وماريا كارولينا من النمسا.
كأميرة إيطالية شابة، تلقت تعليمها من التقليد الكاثوليكي، الذي يبدو أنه استوطن قلبها. ماريا كارولينا، شأنها شأن والدتها ماريا تيريزا، بذلت جهدًا لكي تصبح جزءًا من حياة ابنتها، رغم أن مربيتها، فيتشنزا ريزي، كانت تعتني بها يوميًا. قامت والدة ماريا أماليا وخالتها ماري أنطوانيت، وهي طفلة صغيرة، بترتيب خطبتها لابن ماري أنطوانيت لويس جوزيف دوفين فرنسا، ملك فرنسا في المستقبل. توفي خطيبها الشاب في عام 1789.
واجهت ماريا أماليا الفوضى والاضطرابات منذ سن مبكرة. كانت وفاة خالتها ماري أنطوانيت أثناء الثورة الفرنسية وما تلاها من تصرفات أمها الدرامية سببًا في إيقاد الحدث في ذاكرتها. أثناء اندلاع الثورة الفرنسية في عام 1789، لم تكن المحكمة النابوليتية معادية للحركة. عندما تم إلغاء الملكية الفرنسية وإعدام خالتها ماري أنطوانيت وعمها لويس السادس عشر، انضم والدا ماريا أميليا إلى التحالف الأول ضد فرنسا في عام 1793. وعلى الرغم من أن السلام تحقق في فرنسا في عام 1796، اندلع الصراع مرة أخرى في عام 1798، وهربت الأسرة المالكة إلى مملكة صقلية، وتركت نابولي في 21 ديسمبر 1798 على متن سفينة إتش إم إس فانغارد، وهي سفينة تابعة للبحرية الملكية البريطانية تحميها سفينتان. أمضت ماريا أماليا السنوات من 1800 إلى 1802 مع والدتها في النمسا. في عام 1802، عادت أخيرا إلى نابولي مع والدتها. وبعد غزو نابليون لنابولي في عام 1806، اضطرت العائلة المالكة مرة أخرى إلى الفرار إلى صقلية حيث استقروا مرة أخرى في باليرمو تحت حماية القوات البريطانية.
أثناء وجودها في المنفى، قابلت ماريا أماليا زوجها المستقبلي لويس فيليب دو أوروليان، الذي أجبر أيضا على مغادرة منزله في فرنسا بسبب التعقيدات السياسية للثورة الفرنسية وصعود نابليون. قتل والد لويس فيليب، دوق أورليان إبّان الثورة الفرنسية، رغم أنه كان قد دعا إليها في السنوات الأولى.
تزوج الاثنان عام 1809، بعد ثلاث سنوات من لقائهما في إيطاليا، ثم أصبحت ماري أميلي دوقة أورليان. واحتفل بهذا في باليرمو 25 نوفمبر 1809. وكان الزواج مثيرًا للجدل، لأنها ابنة أخت ماري أنطوانيت، بينما كان زوجها ابن رجل اعتبر أنه لعب دورًا في إعدام خالتها. كانت والدتها تشكك في الزواج لنفس السبب، لكنها أبدت موافقتها بعد أن أقنعها بأنه عازم على التعويض عن أخطاء والده وبعد أن وافق على الإجابة عن جميع أسئلتها عن والده.

## دوقة أورليان
خلال السنوات الأولى من زواجها، عاشت ماري إميلي ولويس فيليب تحت حماية بريطانية في باليرمو، في قصر منح لهما من والدها، بالازو أورليان.
ذهبت ماري إميلي إلى فرنسا مع زوجها الجديد في عام 1814، حيث حاولت إنشاء منزل مع عائلتها المتزايدة، ولكن مع عودة نابليون القصيرة، أجبرت على الفرار مرة أخرى. قبل وصول زوجها إلى السلطة، اضطرت ماري إميلي وزوجها إلى التعامل مع مشكلة مالية مستمرة بسبب عدم وجود دخل لهما سوى الدخل الذي حصلا عليه من التاج الإنجليزي. وفي عام 1817، منحت العائلة الإذن بالعودة إلى فرنسا مرة أخرى.
وخلال فترة ولاية آل أورليان في فرنسا قبل انضمام لويس فيليب، كانت العائلة تعيش في القصر الملكيّ، الذي كان منزل والدها، لويس فيليب الثاني، دوق أورليان. على الرغم من مخاوف العائلة المالية، أعيد البيت إلى وضعه الأصلي بتكلفة قدرها أحد عشر مليون فرنكًا. وأثناء فترة ولايتهما كدوق ودوقة أورليان، جعل زوجها قصر باليه رويال مركزًا للمجتمع العالي في باريس عندما أوجد الأرستقراطي المحكمة الملكية، التي كانت منظمة وفقا لآداب النظام القديم.

## عهدها الملكي
في عام 1830، وبعد ما يعرف بثورة يوليو، أصبح لويس فيليب ملكًا لفرنسا وغدت ماريا أماليا ملكة ملكية يوليو. لم توافق ماريا أماليا على قبول لويس فيليب للتاج، ويقال إنها وصفت ذلك بأنه كارثة.
عندما اندلعت الاضطرابات في أعقاب نشر القوانين في عام 1830 وثورة يوليو في باريس، كانت عائلة أورليان في منطقة نيويلي. وأقنعت حماتها أديلايد لويس فيليب أن اللحظة كانت مناسبة لكي يعين نفسه زعيمًا للمعارضة ضد الملكية المطلقة لتشارلز إكس، وأن يقدم نفسه كمرشح للملكية الدستورية، بين الملكية المطلقة غير الشعبية والجمهوريانية. وهزمت في ذلك وجهة نظر ماريا أماليا التي كانت موالية للوضع القديم. عندما وصلت شائعات عن أن أفراد العائلة المالكة كانوا سيلقون القبض على لويس فيليب، تم إخلاؤه إلى رينسي وتم إرسال الأطفال إلى فيلر كوتيريس، لكن أديلايد وماريا أماليا بقيتا في نويلي. عندما وصل وفد إلى نيويلي وعرض على لويس فيليب التاج، رفضت ماريا أماليا العرض بالنيابة عن نفسها وزوجها، معيرة آري شيفر وأدولف تيير لإهانتهما به.

## المنفى والموت
في إنجلترا، استقبل لويس فيليب وماريا أماليا باستحسان من الملكة فكتوريا، التي سمحت لهما بالسكن في دار كليرمونت الواقع في مقاطعة سري مدى الحياة. ونظرًا لأن الدولة الفرنسية قررت عدم مصادرة ممتلكاتهما، لم يكن لديهما مشاكل مالية.
توفي لويس فيليب بعد عامين. وبعد وفاة زوجها، واصلت ماريا أماليا حياتها في إنجلترا، حيث انضمت إلى صحيفة ماس اليومية، وكانت معروفة لدى الملكة فيكتوريا. أمضت سنواتها المتبقية تعيش حياة عائلية خاصة، وانضم إليها معظم أطفالها باستثناء دوق مونبنسير.
توفيت ماريا أماليا يوم 24 مارس عام 1866 عن عمر يناهز الـ83 سنة. بعد وفاتها، وضع عليها الثوب الذي كانت تحتفظ به منذ عام 1848 عندما غادر زوجها فرنسا، تنفيذًا لآخر أمنياتها.

## روابط خارجية
- ماريا أماليا من نابولي وصقلية على موقع الموسوعة البريطانية (الإنجليزية)
- ماريا أماليا من نابولي وصقلية على موقع إن إن دي بي (الإنجليزية)